# Frank de Wit (judoka)
Frank de Wit (Heemskerk, 13 februari 1996) is een Nederlands judoka. Hij judode in de gewichtsklasse tot 81 kilo. Na de Olympische Spelen in Parijs kondigde hij aan in de klasse tot 90 kilo verder te gaan.
In 2015 was hij wereldkampioen bij de jeugd in zijn klasse. In 2022 en 2023 haalde hij de tweede en derde plaats met het landenteam. In 2024 werd hij tweede bij de Europese kampioenschappen. Het daarop volgende wereldkampioenschap verliep teleurstellend, omdat De Wit (voor het eerst) in de tweede wedstrijd na drie straffen werd gediskwalificeerd.
De Wit kwam drie keer uit voor Nederland bij de Olympische Spelen in 2016, 2020 en 2024. Hij behaalde geen medaille. In 2024 werd hij in de achtstefinale uitgeschakeld.
Dat geen enkele judodaka een medaille behaalde in Parijs, was een dieptepunt voor de al langer in onrust verkerende Judobond Nederland. In december 2024 gaf De Wit aan dat hij de judobond een stuurloos schip vond en hij daar het slachtoffer van werd. "Het voelt oprecht alsof ik word weggepest. Dat is een heel naar gevoel om te hebben. Ik hoop dat er snel iets verandert, want anders is er nul perspectief, voor mij in ieder geval niet", zei De Wit tegen de NOS.
Zoals voor veel judoka´s is het ook voor De Wit een stijd om op gewicht te blijven. Na de spelen van Parijs besloot hij om een gewichtsklasse hoger te gaan judoën. De Wit: "Ja, dit was mijn laatste wedstrijd in deze gewichtsklasse. Zoveel afvallen elke keer drukt voor mij echt de pret. Je moet je inbeelden dat je elke keer voor een toernooi zeven tot acht kilo terug moet in gewicht, in twee weken tijd. Als je dat acht tot negen keer per jaar moet doen, daar word je geen gelukkig mens van."
De Wit werd in mei 2025 geschorst door de Nederlandse Dopingautoriteit, omdat hij zijn whereabouts niet goed had doorgegeven. Het gaat er daarbij om dat de sporter, buiten wedstrijdverband, zijn verblijfplaats moet doorgeven in verband met mogelijke dopingcontrole. De schorsing loopt tot 31 december 2025.

## Resultaten
World Masters 2017 Sint Petersburg –81 kg
 World Masters 2018 Gouangzhou –81 kg
 Wereldkampioenschappen judo 2019 Boedapest –81 kg
 World Masters 2021 Doha –81 kg
 Europese kampioenschappen judo 2022 Mulhouse – gemengd team
 Wereldkampioenschappen judo 2023 Doha – gemengd team
 Europese kampioenschappen 2024 in Zagreb –81 kg